# Sveriges Television

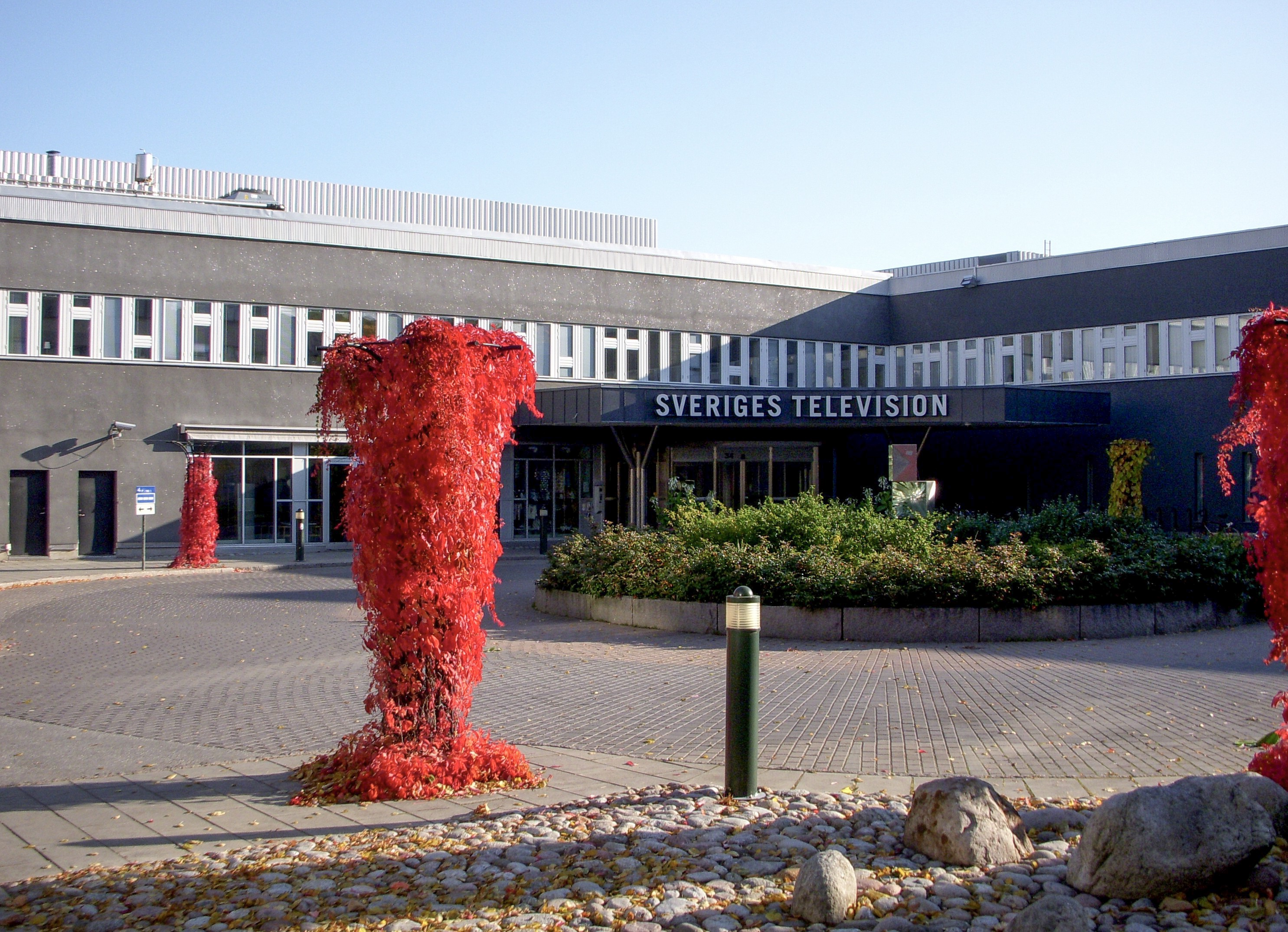
Стокгольмский телецентр SVT

Телевидение Швеции (Sveriges Television AB, SVT) — частное акционерное общество.

## История
Телекомпания была основана в 1979 году в следствии реорганизации путём разделения акционерного общества «Радио Швеции» на акционерные общества «Телевидение Швеции», «Национальное радио Швеции» (Sveriges Riksradio), «Местное радио Швеции» (Sveriges Lokalradio) и «Образовательное радио» (Utbildningsradio). В 1988 году в шведо-язычных муниципалитетах Финляндии SVT в стандарте PAL запустила телеканал TV4, в 1997 году он был заменён телеканалом SVT Europe (с 2009 года SVT World) запущенным через спутниковое телевидение. В 1999 году SVT запустила дубли своих телеканалов в стандарте DVB-T. 15 марта 1999 года SVT через спутниковое телевидение запустила телеканал SVT24, 23 декабря 2002 года — SVT Barnkanalen, 27 декабря 2004 года Kunskapskanalen. 20 октября 2006 года SVT в стандарте 720p запустила телеканал SVT HD. 29 октября 2007 года прекратили вещание дубли всех телеканалов SVT в стандарте PAL. 20 сентября 2010 года SVT HD был переименован в SVT 1 HD, а 1 ноября 2010 года был запущен второй HD-телеканал — SVT 2 HD. В 2012 году на «SVT 1» были отменены дикторы (на «SVT 2» дикторы были отменены ещё в 2004 году). 30 апреля 2017 года SVT World был закрыт.

## Телеканалы

### Общенациональные телеканалы общей тематики
- SVT1 — основной канал с широким содержанием.
  - Rapport — информационная программа ежедневно в 19.30-19.55
  - Rapport (ранее — Aktuellt) — короткие новости в 18.00-18.15, 23.45-23.50
- SVT2 — канал с упором на культуру, политику и документальные фильмы.
  - Aktuellt — информационная программа в 21.00-21.30
  - Ođđasat — информационная программа на северносаамском языке, продукт совместного производства SVT с Норвежской вещательной корпорацией (NRK) и финской национальной телерадиовещательной компанией Yleisradio Oy (YLE)
  - Nyhetstecken — новости на шведском жестовом языке с закадровым переводом
  - Uutiset — новости на финском языке

Доступны во всех районах Швеции через эфирное (цифровое (DVB-T) на ДМВ, ранее — аналоговое (PAL) на МВ и ДМВ), спутниковое, кабельное телевидение, IPTV на первых двух телеканалах, а также через Интернет.

### Международные телеканалы
- SVT World — международный спутниковый канал

Доступен во всём мире через спутниковое телевидение и Интернет.

### Тематические общенациональные телеканалы
- SVT24 — вечером показываются повторы программ SVT1 и SVT2, в выходные дни — спортивные и новостные программы.
- SVTB — Barnkanalen — детский канал, вещающий в дневное время.
- SVTK — Kunskapskanalen — научно-популярный канал. Транслируются различные документальные фильмы о науке, истории, географии и т. п.
- SVT HD — версии программ с других каналов SVT.

Доступны во всех районах Швеции через эфирное (цифровое (DVB-T2) на ДМВ), кабельное, спутниковое телевидение, IPTV на второстепенных каналах, а также через Интернет.

## Владельцы
Телекомпания принадлежит Управляющему учреждению Телевидения Швеции.

## Руководство
Руководство телекомпанией осуществляют:
- правление (Styrelse)[1] избираемое правлением Управляющего учреждения Радио Швеции, Телевидения Швеции и Образовательного радио;
- исполнительный директор (швед. Verkställande direktör), назначаемым правлением.